# Donjonjemački jezici
Donjonjemački jezici su dio zapadnogermanskih jezika koji nisu sudjelovali u drugoj glasovnoj promjeni sa srednjo- i gornjonjemačkim narječjima i time su se od njih odvojili. Zemljopisno, razdvaja ih Benrathska linija. Između ostalog, imaju sličnosti s gornjonjemačkim jezikom, engleskim i frizijskim jezicima. Donjonjemački jezik se u ranijem razdoblju germanistike dijelio u dvije grupe: donjofranački i donjosaski.
Nizozemski, "njemački visoki jezik za nisku zemlju" kako ga neki zovu, u koji spada i flamanski dijalekt sjeverne Belgije, razvio se kao i donjosaski, iz jedne grane donjonjemačkog (donjofranački). Starosaski kao i saksonski dijelovi anglosaksonskog jezika potječe od jednog saskog plemena koje je prije seobe naroda nastanjivalo područje ušća Elbe.
Seobom naroda se sasko pleme proširilo, zajedno sa svojim jezikom, u Englesku, a s druge strane na jug i jugozapad. Saksonce koji su ostali na kontinentu je sv. Beda Časni (oko 672. – 25. svibnja 735.), nazvao Starosaksoncima, i od tuda potječe naziv starosaski za najstariji stupanj u razvoju donjonjemačkog jezika. Seobom naroda proširio se starosaski na današnja područja Holsteina, Stormarna, Vestfalije i istočne dijelove Nizozemske. Područje Wendlanda (Saksonci su Slavene zvali Vendi) je još stoljećima bilo saksonsko-slavensko miješano područje.
Tek naseljavanjem na istok proširio se starosaski odnosno stari donjonjemački, a onda od otprilike 1225. srednji donjonjemački na istok. Nastala su velika nova jezična područja: Mecklenburg, Pommern, Brandenburg, dio Prusije, a donjonjemački se govorio u gradovima i na velikim imanjima na Baltiku i u Skandinaviji. Osim toga, srednji donjonjemački se proširio i na područja Schleswiga i Istočne Frizije. Na tim, jezično "koloniziranim" područjima razvile su se neke jezične osobitosti koje ih razlikuju od drugih donjonjemačkih narječja.
Dok je u Nizozemskoj i Belgiji, uvjetovano državnom samostalnošću nakon Vestfalskog mira, donjofranački postao i ostao pisanim i govornim jezikom, donjonjemačka narječja su u Njemačkoj u povlačenju. Povijesni razlozi su u stoljetnoj kulturnoj nadmoći gornje Njemačke, ugledanju na carski dvor i prijevodu Biblije Martina Luthera.
U tom dugotrajnom procesu donjonjemački je istisnut iz crkve, škole, politike, književnosti i znanosti, a od 20. stoljeća i iz većina obitelji. Ali i veliki broj pridošlica iz drugih dijalektalnih područja nakon II. svjetskog rata doprinio je eroziji jezika proteklih 50 godina. Regionalni pokušaji oživljavanja tradicije uporabe dijalekta ne mogu zaustaviti taj proces koji masovni mediji dodatno ubrzavaju.

## Klasifikacija
Donjonjemački jezici /Donjosaksonski-Donjofranački jezici (15):
A. Donjofranački jezici (donjofrankonski)(4) Južnoafrička Republika, Nizozemska, Belgija: afrikaans, flamanski, nizozemski, zelandski ili zeeuws.
B. Donjosaksonski jezici (10): achterhoeks, drents, gronings, donjosaski ili donjosaksonski, plautdietsch, sallands, stellingwerfs, twents, veluws, vestfalski.
C. istočnofrizijski, Njemačka.

## Vanjske poveznice
- Ethnologue (14th)
- Ethnologue (15th)
- nds.wikipedia.org - Wikipedija na donjonjemačkom jeziku (plattdüütsch)